# Valeria Castro (cantante)
Valeria Castro Rodríguez (Los Llanos de Aridane, La Palma; 28 de abril de 1999) es una cantautora española. Castro fue nominada en 2023 a los premios Grammy Latinos en la categoría a mejor canción de cantautor por la canción «La raíz», compuesta a la isla de La Palma tras el estallido del volcán en 2021. Ganó el galardón a mejor canción del año en los premios Canarios de la Música de 2023 y estuvo nominada a los premios Goya del año 2024, en la categoría a mejor canción original, junto con el grupo musical Vetusta Morla por «El amor de Andrea».

## Biografía
Desde muy pequeña empezó a mostrar un gran interés por la música; con cuatro años comenzó a tocar el piano y a cantar. Inició su formación en la Escuela Insular de Música de La Palma.Estudió la carrera de Biotecnología en la Universidad Politécnica de Madrid.

## Carrera artística
En 2021 publicó su primer EP Chiquita (Warner Music). En 2023 lanza su primer LP Con cariño y con cuidado (autoeditado), trabajo que presenta en varios países durante el año del lanzamiento y por el que recibe multitud de reconocimientos, entre otros, el tercer mejor disco nacional de 2023 por la revista especializada Mondosonoro o uno de los diez mejores discos del año según El País.
Durante el 2023 agotó las entradas en grandes teatros por todo el territorio nacional español, actuando en lugares como el Real Jardín Botánico de Madrid dentro del marco del festival Noches del Botánico, así como el teatro Circo Price. En ese mismo año también actuó en la Mercedes-Benz Fashion Week de Madrid poniendo voz al desfile del diseñador J. C. Pajares.
Ha colaborado tanto en estudio como en directo con artistas como Alejandro Sanz, Vetusta Morla, Silvana Estrada, Coque Malla, Silvia Pérez Cruz, Iván Ferreiro, Tu Otra Bonita, Vicente García, Joaquín Sabina, Dani Fernández, Viva Suecia, Macaco, Tanxugueiras, Pedro Guerra, Daniel, Me Estás Matando  o Isaac et Nora, entre otros.
Algunas de sus canciones han sonado en las bandas sonoras de reconocidas series de televisión o películas como Élite o Mi soledad tiene alas. También ha puesto imagen y voz a campañas de marcas multinacionales como la japonesa Uniqlo o la francesa Decathlon.
El 14 de marzo de 2025 sale a la venta su nuevo álbum titulado "El cuerpo después de todo".

## Discografía
|                 | Año             | Título                    | Notas                     |
| --------------- | --------------- | ------------------------- | ------------------------- |
| Álbum           | 2025            | El cuerpo después de todo |                           |
| Álbum           | 2023            | Con cariño y con cuidado  |                           |
| EP              | 2021            | Chiquita                  |                           |
| Sencillos       |                 |                           |                           |
| 2021            | «La corriente»  |                           |                           |
| 2021            | «Guerrera»      |                           |                           |
| 2022            | «La raíz»       |                           |                           |
| 2022            | «Poquito»       |                           |                           |
| 2023            | «Lo que siento» |                           |                           |
| 2023            | «Abril y mayo»  |                           |                           |
| 2023            | «Costumbre»     |                           |                           |
| En colaboración | 2021            | «La despedida»            | con Colectivo Panamera    |
| En colaboración | 2021            | «Tierra y fuego»          | con Muerdo y Pedro Guerra |
| En colaboración | 2022            | «Un recuerdo»             | con Macaco                |
| En colaboración | 2023            | «Palmero sube a La Palma» | con Isaac et Nora         |
| En colaboración | 2023            | «Hablar de nada»          | con Viva Suecia           |
| En colaboración | 2023            | «El amor de Andrea»       | con Vetusta Morla         |
| En colaboración | 2023            | «Hoxe, mañá e sempre»     | con Tanxugueiras          |

## Premios
| Año  | Premio                 | Categoría                  | Resultado |
| ---- | ---------------------- | -------------------------- | --------- |
| 2022 | Premio Taburiente      |                            | Ganadora  |
| 2023 | Grammy Latinos         | Mejor canción de cantautor | Nominada  |
| 2023 | ¡Canarios de la Música | Mejor canción              | Ganadora  |
| 2023 | ¡Canarios de la Música | Mejor artista revelación   | Nominada  |
| 2024 | Goya                   | Mejor canción original     | Nominada  |
| 2025 | Goya                   | Mejor canción original     | Nominada  |